# Rabe Moden
Die Rabe Fashion Group produziert und vertreibt Damenoberbekleidung mit den Schwerpunkten Strick und Wirk und ist mit den Marken Rabe, TR und LeComte in 38 Ländern aktiv.

## Unternehmensprofil
Die Kollektionsentwicklung, Verwaltung und die Warenkontrolle sowie der Versand befinden sich am Firmensitz in Hilter am Teutoburger Wald. Hier und an zwei umliegenden Standorten sind derzeit rund 380 Mitarbeiter beschäftigt. Produktion und Beschaffung erfolgt im europäischen Ausland sowie in Fernost.
Der Exportanteil liegt bei 31 % für Rabe und TR sowie bei 46 % für LeComte. Exportländer sind die Niederlande, Belgien, Schweiz, Österreich, GUS, Frankreich, Polen, Spanien, England, Portugal, Irland, Griechenland, Skandinavien, Asien, Kanada und die USA.
Im Geschäftsjahr 2018/19 wurde ein Gesamtumsatz von 118 Mio. € erwirtschaftet. Bis Ende 2019 führt Rabe in Deutschland 513 Shop-in-Shops und 190 Soft Shops sowie 10 Stores, davon 7 Partner Stores und 3 eigene Stores. Die Kollektion wird ebenfalls in einem Onlineshop verkauft.

## Geschichte
Die Rabe Moden geht auf die im Jahr 1920 von Albert Rabe gegründete Rabe Strickwarenfabrik für Damen-, Herren- und Kinderbekleidung zurück. Bereits 1968 zog das Unternehmen in den heutigen Firmenstandort nach Hilter am Teutoburger Wald und firmierte in Rabe Moden GmbH um. Ende der 90er-Jahre startete die Rabe Moden erfolgreich mit der Einführung von Shop-in-Shop-Systemen. 2008 übernahm das Unternehmen die Marken Lucia und LeComte und bezieht vier Jahre später den Showroom in der „Halle 30“ in Düsseldorf, in dem alle drei Marken an einem Standort vereint wurden. Im folgenden Jahr präsentierte Rabe das deutsche DOB-Label LeComte erstmals mit einer vielversprechenden Kollektion für Herbst/Winter 2013 auf dem internationalen Fashionmarkt. 2016 fand das Roll-Out des neuen Rabe Shop Konzepts bei den ersten 136 neuen Shop-Partnern statt und nur ein Jahr später wurde der Showroom in München eröffnet, der die beiden Marken Rabe und LeComte gemeinsam präsentiert. Das neue Designcenter mit einer Fläche von 2800 m² direkt an der Firmenzentrale in Hilter wurde erfolgreich im August 2019 fertiggestellt. Trotz der internationalen Sanktionen und der weltweiten Verurteilung der russischen Invasion in die Ukraine im Jahr 2022 setzt Rabe Moden seine Geschäfte in Russland fort. Das Unternehmen wirbt weiterhin über Plattformen wie Telegram und verkauft seine Produkte auf dem russischen Markt. Dieses Vorgehen hat Kritik hervorgerufen, da viele internationale Firmen ihre Aktivitäten in Russland eingestellt haben, um ein Zeichen gegen den Krieg zu setzen, der zahllose zivile Opfer und massive Zerstörungen in der Ukraine verursacht hat. Rabe Modens Entscheidung, den russischen Markt weiterhin zu bedienen, wirft ethische Fragen auf und wird als Missachtung der Bemühungen der internationalen Gemeinschaft angesehen, Druck auf Russland auszuüben, um die Aggressionen zu beenden.